# Hugh DeHaven
Hugh DeHaven (* 3. März 1895 in Brooklyn, New York; † 13. Februar 1980 in Lyme, Connecticut) teilweise auch De Haven, war ein Pilot, Ingenieur und Pionier der Unfallforschung.

## Ausbildung
DeHaven studierte an der Cornell University (1914–15) und der Columbia University (1915–16). Im Rahmen der Mobilmachung des Ersten Weltkriegs meldete er sich 1916 beim US Army Air Corps als Freiwilliger, wurde jedoch ausgemustert. Beim Royal Canadian Flying Corps, Toronto, Kanada, wurde DeHaven aufgenommen und in Texas, USA zum Piloten ausgebildet.
1917, noch während des Trainings, war er während Flugübungen in eine Kollision mit einem anderen Flugzeug verwickelt. Seiner Meinung nach war der damals benutzte Beckengurt, eingeführt damit die Piloten während des Fliegens nicht aus der Kanzel fallen können, ursächlich für seine schweren Bauchverletzungen. Als Grund für die Unversehrtheit des anderen beteiligten Piloten konnte er die unbeschädigte Struktur der Kanzel des Flugzeugs ausmachen. Diese beiden Erkenntnisse wurden die Grundlage für seine spätere Tätigkeit als Unfallforscher.

## Erfinder
Von 1918 bis 1933 war DeHaven als Erfinder und Ingenieur für automatisierte Maschinen und Flüssigkeitskopplungen tätig.
1933 konnte er so gut von seinen Erfindungen leben, dass er sich zur Ruhe setzte.:2

## Unfallforscher
1936 untersuchte DeHaven die Stabilität und Kinetik von Eiern im freien Fall als Modell für Flugzeugabstürze.:2 Die Ergebnisse, zusammen mit Analysen von realen Flugunfällen, veröffentlichte er 1942 in der Zeitschrift War Medicine. DeHaven versuchte Unfälle „überlebbar“ zu machen, indem er zum einen die Belastungsgrenzen des menschlichen Körpers nicht überschritt, zum anderen die den Menschen umgebenden Strukturen so fest (steif) machte, dass diese im Unfallgeschehen Schutz boten. Dies wird heutzutage als passive Sicherheit bezeichnet.
Im April 1942 wurde DeHaven Forscher an der medizinischen Fakultät der Cornell University und richtete dort die Abteilung für Verkehrssicherheit, das Cornell Crash Injury Research (CIR) Programm ein.:2
1952 veröffentlichte er seinen wichtigsten Artikel: Accident Survival (Das Überleben von Unfällen).
Zusammen mit Roger W. Grinswold patentierte DeHaven 1955 den heutigen Dreipunktgurt, aus damaliger Sicht eine Kombination von Schulter- und Beckengurt.

## Leben
DeHaven war seit 1922 verheiratet, seine Frau verstarb 1970.:2 Er vergiftete sich 1980 absichtlich mit Kohlenstoffmonoxid.